# Председатель Совета национальной безопасности и обороны Украины
Председатель Совета национальной безопасности и обороны Украины — высшее должностное лицо в Украине в сфере национальной безопасности и обороны государства, которое, согласно Конституции Украины, выполняет Президент Украины.
Во время полномасштабного вторжения возглавляет Ставку Верховного Главнокомандующего Вооруженными Силами Украины.

## Конституционный и законодательный статус
Должность Председателя Совета национальной безопасности и обороны Украины была введена в 1991 году.
Президент является Верховным главнокомандующим Вооруженными Силами Украины согласно статье 106 Конституции Украины. В случае вооруженной агрессии против Украины Президент принимает решение о применении Вооруженных сил Украины с целью обороны государства от агрессора. Согласно статье 107 Конституции Украины Президент возглавляет Совет национальной безопасности и обороны Украины.
Согласно статье 107 Конституции Украины и статье 5 Закона Украины «О Совете национальной безопасности и обороны Украины», Председателем Совета национальной безопасности и обороны Украины является Президент Украины.
В случае досрочного прекращения полномочий Президента Украины, в соответствии со статьями 108, 109, 110 и 111 Конституции Украины, исполнение обязанностей Председателя Совета национальной безопасности и обороны Украины на период до избрания и вступления в должность нового Президента Украины возлагается на Председателя Верховной Рады Украины.

## Полномочия
Согласно статье 11 Закона Украины «О Совете национальной безопасности и обороны Украины»,
Председатель Совета национальной безопасности и обороны Украины:
- Направляет деятельность и осуществляет общее руководство Совета национальной безопасности и обороны Украины;
- Утверждает перспективные и текущие планы работы Совета национальной безопасности и обороны Украины, время и порядок проведения его заседаний;
- Лично председательствует на заседаниях Совета национальной безопасности и обороны Украины;
- Дает поручения членам Совета национальной безопасности и обороны Украины, связанные с выполнением возложенных на него функций;
- Заслушивает текущую информацию Секретаря Совета национальной безопасности и обороны Украины о ходе выполнения его решений, в случае необходимости выносит вопрос о состоянии выполнения решений Совета национальной безопасности и обороны Украины на его заседание;
- Утверждает Положение об аппарате Совета национальной безопасности и обороны Украины, его структуре и штатной численности по представлению Секретаря Совета национальной безопасности и обороны Украины;
- Осуществляет другие полномочия, предусмотренные настоящим Законом.

## Список Председателей Совета национальной безопасности и обороны Украины
| № | Имя                                               | Фото           | Срок полномочий | Срок полномочий | Длительность |
| № | Имя                                               | Фото           | Начало          | Конец           | Длительность |
| - | ------------------------------------------------- | -------------- | --------------- | --------------- | ------------ |
| 1 | Леонид Макарович Кравчук(1934—2022)               |                | 5 декабря 1991  | 19 июля 1994    | 956 дней     |
| 2 | Леонид Данилович Кучма(род. 1938)                 |                | 19 июля 1994    | 14 ноября 1999  | 1944 дня     |
| 2 | Леонид Данилович Кучма(род. 1938)                 | 14 ноября 1999 | 23 января 2005  | 1897 дней       |              |
| 3 | Виктор Андреевич Ющенко(род. 1954)                |                | 23 января 2005  | 25 февраля 2010 | 1859 дней    |
| 4 | Виктор Фёдорович Янукович(род. 1950)              |                | 25 февраля 2010 | 22 февраля 2014 | 1457 дней    |
| 5 | Александр Валентинович Турчинов(и. о.)(род. 1964) |                | 23 февраля 2014 | 7 июня 2014     | 104 дня      |
| 6 | Пётр Алексеевич Порошенко(род. 1965)              |                | 7 июня 2014     | 20 мая 2019     | 1808 дней    |
| 7 | Владимир Александрович Зеленский(род. 1978)       |                | 20 мая 2019     | настоящее время | 2116 дней    |